# آشپز (فیلم ۲۰۱۷)
آشپز (به هندی: शेफ) (به انگلیسی: chef) یک فیلم کمدی-درام محصول سال ۲۰۱۷ و به کارگردانی راجا کریشنا منون است. در این فیلم بازیگرانی همچون سیف علی خان، پادماپریا جاناکیرامن، میلیند سمان، سوبهیتا دولیپالا و شایان منشی ایفای نقش کرده‌اند.
این فیلم بازسازی رسمی از فیلمی آمریکایی با همین نام است.
تصویربرداری اصلی در اکتبر ۲۰۱۶ در کوچی (هند) شروع شد و در ۶ اکتبر ۲۰۱۷ پخش شد. فیلم در باکس آفیس عملکرد ضعیفی داشته‌است.

## داستان
روشن کالرا (سیف علی خان) عاشق آشپزی است و در کودکی بعلت مخالفت پدرش از خانه فرار کرده و در آینده سرآشپز بزرگی می‌شود؛ تا جایی که در شغلش و عشق به آشپزی گم می‌شود. او از زنش طلاق گرفته و پسر بچه‌ای دارد که در کوچی هندوستان هستند و او در آمریکا. او بعد از چند سال دوری از خانواده و ندیدن پسرش، بالاخره به هند می‌رود و ایده آشپزی در اتوبوس را رقم می‌زند…

## بازیگران
- سیف علی خان در نقش روشن کالرا
- پادماپریا جاناکیرامن در نقش رادا منون
- ساوا کامبل در نقش آرمان (آری)
- میلیند سمان در نقش بیجو
- سوبهیتا دولیپالا در نقش وینی
- شایان منشی در نقش پراتیک